# Polistes bequaertianus
Polistes bequaertianus är en getingart som beskrevs av Abraham Willink 1953.
Polistes bequaertianus ingår i släktet pappersgetingar och familjen getingar. Inga underarter finns listade i Catalogue of Life.